# إريك بوثيم
إريك بوثيم (مواليد 10 يناير 2000) هو لاعب كرة قدم نرويجي يلعب في مركز الهجوم في نادي بودو/غليمت.